# Lumpiaque (kommunhuvudort)
Lumpiaque är en kommunhuvudort i Spanien.   Den ligger i provinsen Provincia de Zaragoza och regionen Aragonien, i den nordöstra delen av landet, 240 km nordost om huvudstaden Madrid. Lumpiaque ligger 320 meter över havet och antalet invånare är 871.
Terrängen runt Lumpiaque är huvudsakligen platt, men västerut är den kuperad. Lumpiaque ligger nere i en dal. Runt Lumpiaque är det glesbefolkat, med 20 invånare per kvadratkilometer. Närmaste större samhälle är Épila, 3,7 km sydost om Lumpiaque. Trakten runt Lumpiaque består till största delen av jordbruksmark.